# متحف هالشتات
متحف هالشتات ((بالألمانية: Museum Hallstatt)‏) هو متحف يقع في مدينة هالشتات، النمسا العليا، يحوي المتحف مجموعة لا مثيل لها من الاكتشافات من مناجم الملح المحلية ومن مقابر العصر الحديدي، يعرض المتحف عدة ثقافات وأهمها ثقافة هالستات الهامة. المتحف قريب من أسفل مناجم الملح. خصص المتحف ومناجم الملح وكهف داتشستين الجليدي كموقع للتراث العالمي لليونسكو.

## نبذة تاريخية

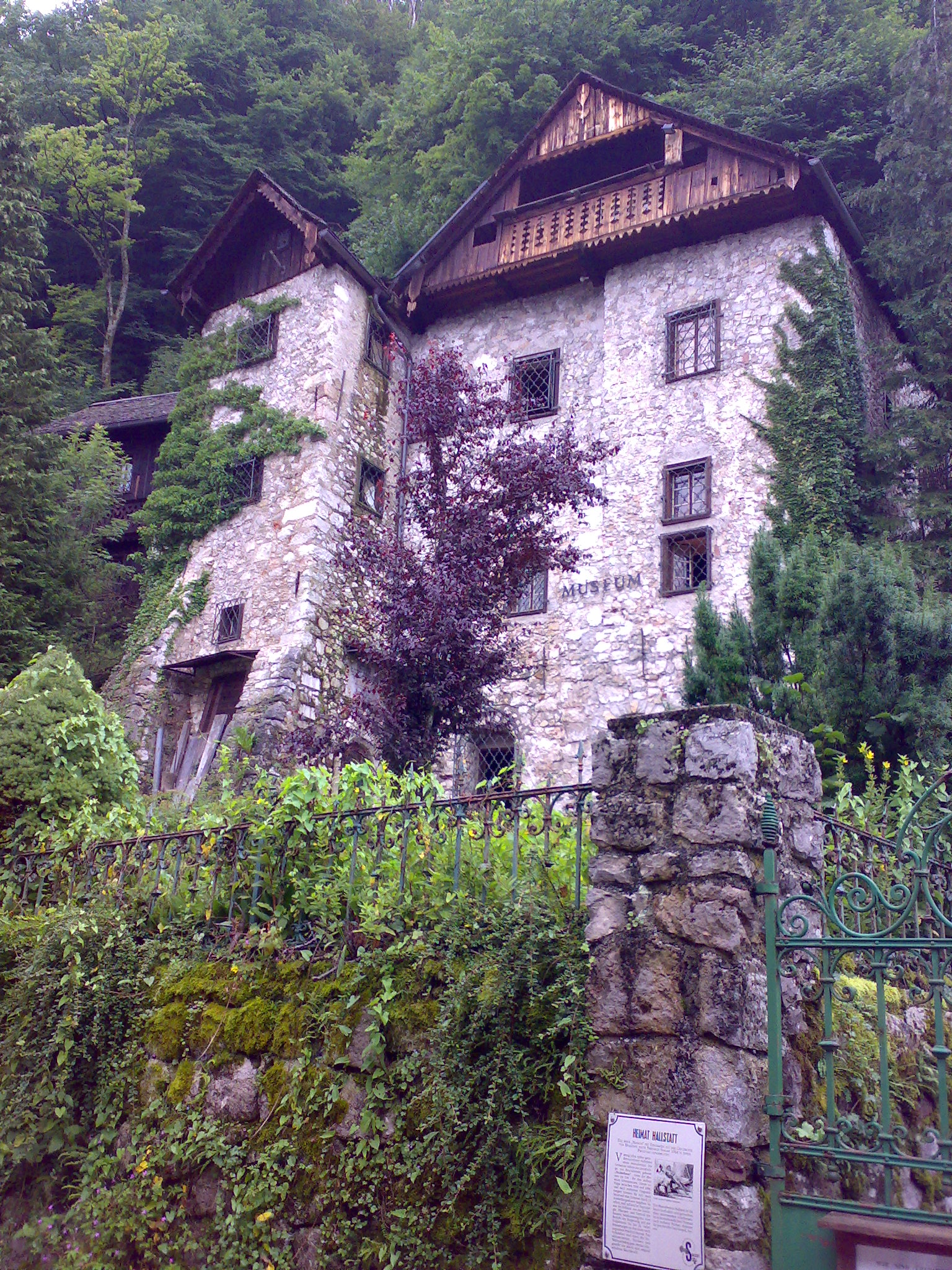
متحف هالشتات القديم

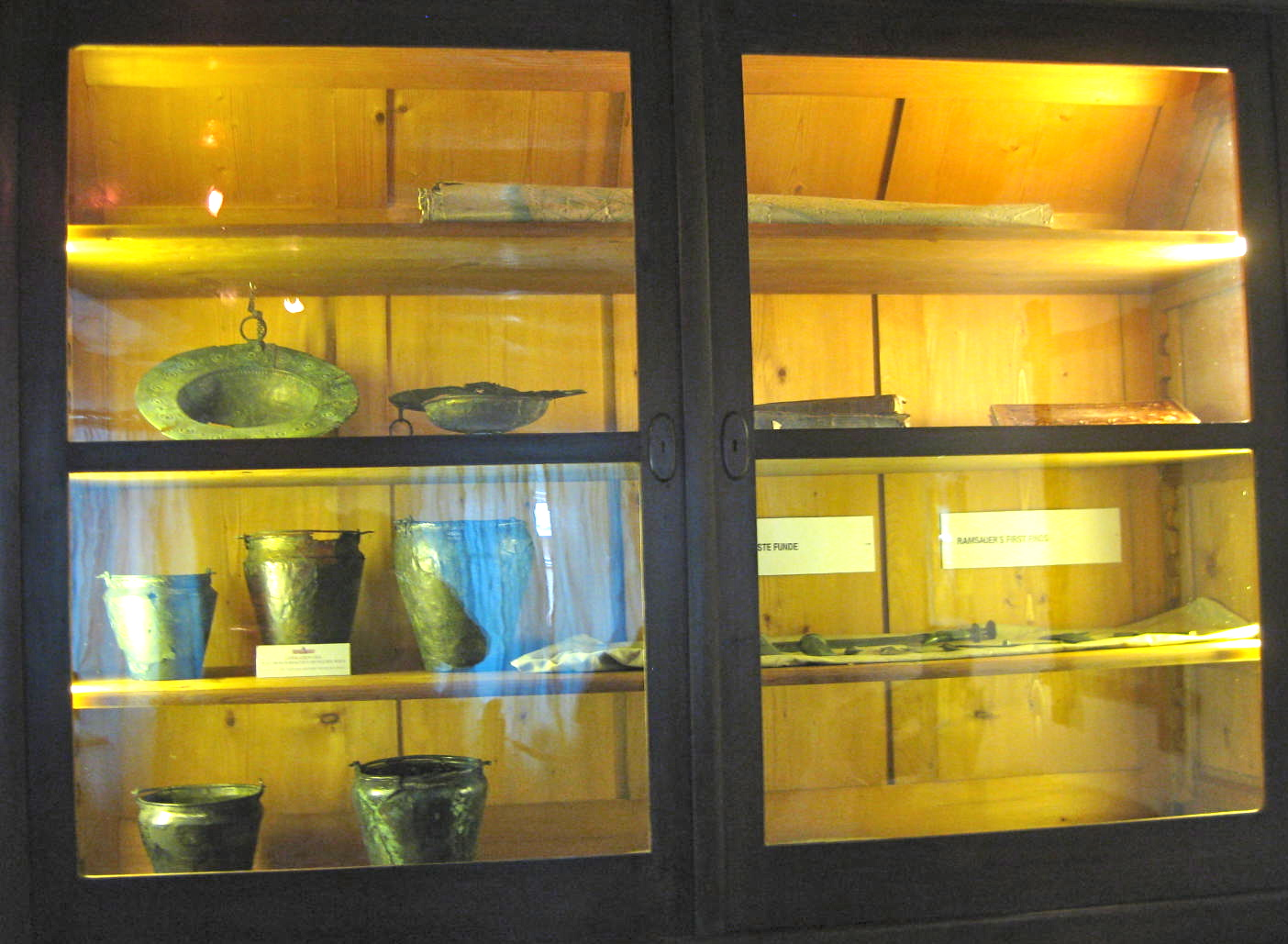
حالة عرض قديمة من المتحف السابق ، تستخدم لعرض سلع قبور هالشتات

أولى الاكتشافات بدأت في عام 1846 من قبل يوهان جورج رامساور الذي كان مسؤول مناجم الملح هابسبورغ. ومن حينها بدأت سلسلة من الحفريات الدقيقة حول المناجم بين 1846 و1867. وقد ساعده في ذلك إيزودور إنجل مسؤول التعدين وقتها.
خلال عام 1871 حتى عام 1878 واصل إنجل أعمال التنقيب نيابة عن متحف فرانسيسكو كارولينوم في لينز. وفي عام 1884 بدأت جمعية متحف هالستات في تشكيل كيانها. وفي عام 1889 انضمت جمعية الأنثروبولوجيا في فيينا ومتحف التاريخ الطبيعي في النمسا (Naturhistorisches) إلى أعضاء متحف هالشتات لإجراء المزيد من التنقيب.
كان مسؤول التنقيب وقتها بيرجرات هاتر وساعده إيزودور إنجل، حيث عرضا العديد من أهم الاكتشافات في فيينا. في عام 1895 أصبح إنجل أمين متحف متحف هالشتات. وفي عام 1907 بدأت عمليات حفر جديدة بعد الحصول على دعم القيصر فرانز جوزيف والقيصر فيلهلم، وحفر 40 موقع. بعد الحرب العالمية الأولى صادرت الحكومة الصربية الحفريات الأخيرة. وفي عام 1934 تم بيع المجموعة من الاكتشافات في الولايات المتحدة الأمريكية من قبل متحف بيبودي في كامبريدج، ماساتشوستس.
في عام 1927 بدأ المنقب فريدريك مورتون وأدولف مهر سلسلة جديدة من الحفريات في مكان يشبه المقبرة. كانت حفرياتهم في البداية في منطقة "Grünerwerk" من تعدين ملح العصر البرونزي. وأعقب ذلك في 1937-1939 حفريات في «الدويس» والجزء الشمالي الغربي من المقبرة، حيث تمكنا من العثور على 61 مدفن يعود تاريخها إلى الفترة 600 - 350 قبل الميلاد.

درج خشبي يعود تاريخه إلى العصر البرونزي في المنجم

بعد الحرب العالمية الثانية، أعيد تنظيم الاكتشافات من قبل المنقبان فرانز زاهلر وكارل هوبلينجر. وفي عام 1969 أعيدت تسمية المتحف باسم «متحف Praehistorisches».
خلال هذه الفترة استمرت دراسة الاكتشافات بالاشتراك مع متحف فيينا (Naturhistorisches). أعيد افتتاح متحف هالشتات في عام 2002 في المبنى الحالي وأعيد العديد من الاكتشافات من فيينا. منذ عام 2002 أنشأ متحف التاريخ الطبيعي في النمسا (Naturhistorisches) مركز دراسة فرعي "Die montanarchäologischen Forschungen"، ومن مهام المركز إجراء المزيد من البحث والحفريات.
في عام 2010 كشفت مجموعة أخرى مهمة من المقابر وفي عام 2013 اكتشف درج خشبي أثري ونقل على الفور إلى منطقة العرض داخل المتحف، حيث تبين من خلال علم تحديد أعمار الأشجار أنه يعود إلى العصر البرونزي: 1344 -1343 قبل الميلاد.

## تسجيلات رامساور
خلال فترة 1846 - 1863 بدأ يوهان جورج رامساور بالعمل على تسجيل وتوثيق اكتشافاته التي سجلت رقما قياسيا. تُعرف هذه السجلات باسم "Protokoll" وهي محفوظة الآن في متحف التاريخ الطبيعي في النمسا (Naturhistorisches). شملت الاكتشافات تسجيل نحو 980 مدفن إضافة إلى نحو 19.497 قطعة أثرية.
في عام 1859 طلب رامساور من القيصر فرانز جوزيف الأول على أمل أن يتم نشر هذه السجلات ولكن تم رفض ذلك، على الأرجح بسبب التكلفة الكبيرة للطباعة الملونة.
| - رسومات من Protokoll - رسومات من Protokoll |

## مناجم الملح
أظهرت عمليات التنقيب وجود مناجم الملح في منطقة هالشتات منذ أواخر العصر الحجري الحديث، ويعرض في المتحف معدات حجرية من العصر الحجري الحديث، ومطارق بفأس رمح ربما من العصر البرونزي، استخدمت خلال تلك الفترة.
| - محاور حجرية من العصر الحجري الحديث ومطارق من العصر البرونزي - انتقاء البرونز عامل المنجم واختيار مهاوي - حقيبة ظهر جلدية مزخرفة لحمل الملح - بوق الشرب - حذاء جلد عامل المنجم - انتقاء البرونزية المسكونة - شظايا القماش المنسوج |

## المدافن

### السيوف والفؤوس والأسلحة
| - متحف هالستات: سيف الحديد Mindelheim - متحف هالشتات. سياتولا وخوذة وسيف جاندلينجين البرونزي في المقدمة. - متحف هالستات مزخرف بفأس مع زخرفة حصان. - سيف لا تين المبكر من Hallstatt Grave 994 - سيف لا تين المبكر من Hallstatt Grave 994: صور محفورة للفرسان وجنود المشاة ؛ جزء من دفن متأخر غني (حوالي 450-400 قبل الميلاد) |

### دلو برونزية، سيتولا، أوعية
| - دلو مزدوج - سيتولا - متحف هالستات 31 - متحف هالستات 26 - متحف هالستات 29 |

### الفخار
| - متحف هالستات 20: إناء منقار فخاري - متحف هالشتات 36 - متحف هالشتات 18 |

### زخارف شخصية
| - أواخر Urnfield دبابيس وشظية - متحف هالشتات 38 |

### بقايا رومانية
يضم متحف هالشتات أيضًا مجموعة واسعة من القطع الأثرية الرومانية، والتي تدل إلى أنه خلال الفترة الرومانية تم استئناف استخراج الملح على نطاق واسع وتشييد المباني الحجرية الضخمة لذلك، حيث يعرض بالمتحف صورة لـ تجريب حجري مثير للإعجاب.
في عام 1987 عثر على بقايا كثيرة من مبنى حجري خلال بناء متجر للملابس الرياضية في المدينة وهي متاحة للعامة. تتضمن الاكتشافات الرومانية العديد من أواني وير ساميان.
| - زجاج روماني ودبابيس وأواني فخارية - سلطانية وير الرومانية (ربما أواخر القرن الأول الميلادي) - الشظايا الرومانية أو دبابيس - منخل أو مصفاة برونزية رومانية ، القرن الثاني الميلادي. قد تكون الأجراس الكروية بعد ذلك بكثير. - دبابيس رومانية ، نقش واحد UETERE FELIX "استخدم هذه السعادة" - متحف هالشتات. عتب منحوت وشواهد قبور. |

## روابط خارجية
- موقع متحف هالشتات